# Wladimir Wiktorowitsch Kibaltschitsch

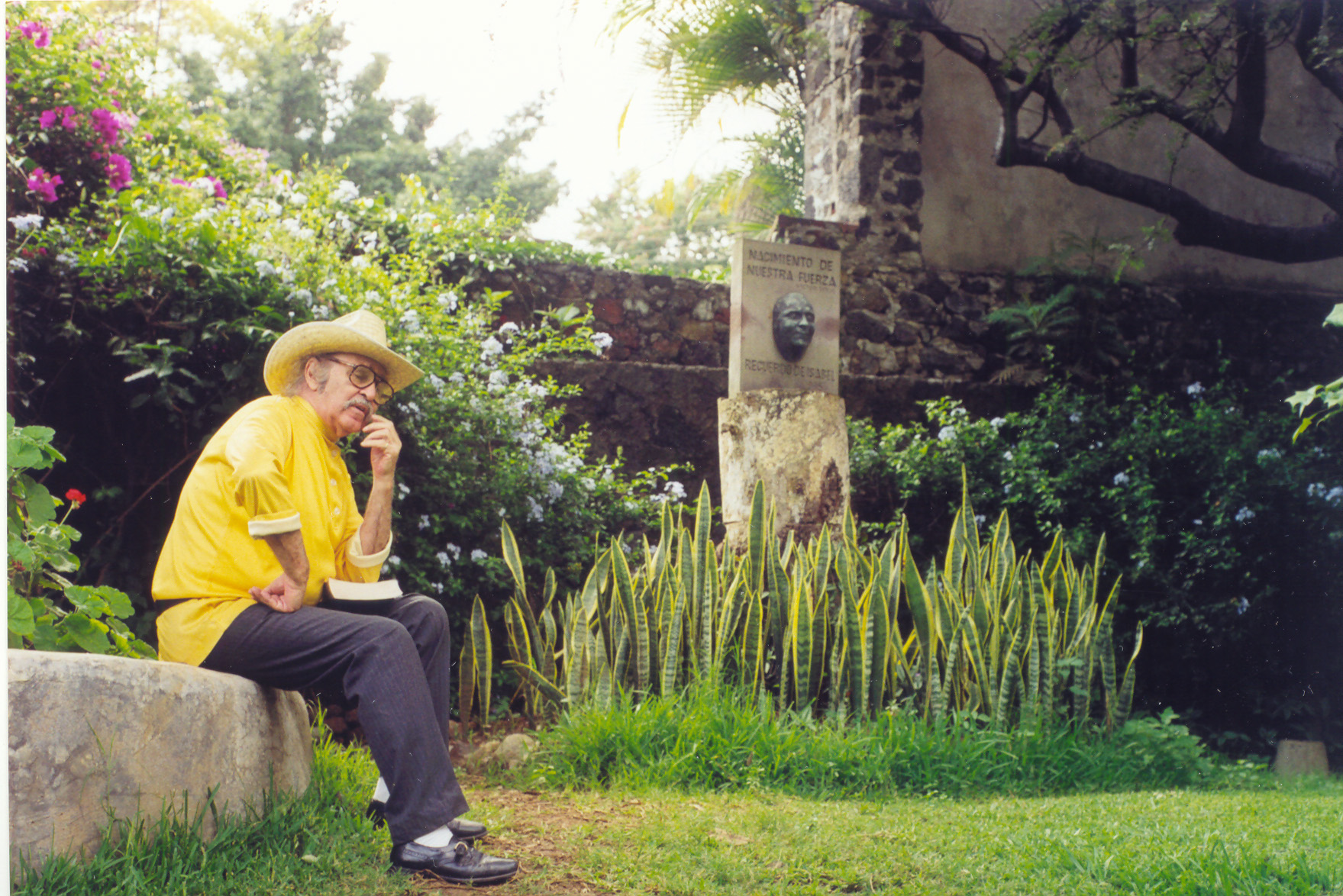
Wladimir Wiktorowitsch Kibaltschitsch

Wladimir Wiktorowitsch Kibaltschitsch (russisch Владимир Ви́кторович Кибальчич; trans. Vladimir Viktorovič Kibalchich), bekannt als „Vlady“, russ. Влади (* 15. Juni 1920 in Petrograd; † 21. Juli 2005 in Cuernavaca), war ein mexikanischer Maler russischer Herkunft.

## Biografie
Wladimir Kibaltschitsch war der Sohn des Schriftstellers und Revolutionärs Wiktor Lwowitsch Kibaltschitsch, bekannt unter dem Schriftstellerpseudonym „Victor Serge“, und seiner Ehefrau Liuba Russakowaja. Sein Vater, der aktiv am Aufbau der Kommunistischen Internationalen beteiligt war, ging in diesem Zusammenhang 1921 mit seiner Familie nach Deutschland, weshalb Wladimir zunächst die deutsche Sprache erlernte, auch wenn er später überwiegend russisch, französisch und vor allem spanisch sprach. 1925 ging die Familie zurück in die Sowjetunion, wo sein Vater sich innerhalb der linken Opposition gegen die Unterdrückung durch Stalin und die Partei engagierte.
Hier in Russland war die Familie starkem Druck von außen ausgesetzt. Infolgedessen starb Alexander Russakow, Wladimirs Großvater mütterlicherseits, und seine Mutter litt an den Folgen der Verfolgung durch die Geheimpolizei, sodass sie in der psychiatrischen Anstalt der Roten Armee aufgenommen wurde. Nachdem sein Vater mit ihm aufgrund eines erpressten Geständnisses 1933 nach Orenburg/Ural deportiert wurde, bauten die beiden gemeinsam mit anderen Deportierten eine Oppositionsgruppe auf. Aufgrund einer Solidaritätskampagne der Unterstützer seines Vaters (darunter Romain Rolland und Magdaleine Marx Paz) konnte die Familie 1936 die Sowjetunion rettenderweise verlassen, erhielt in Belgien politisches Asyl und siedelte kurz darauf nach Paris über.
Hier entschied sich Wladimir für die Karriere als Maler und hatte Kontakt zu André Breton, Joseph Lacasse, Victor Brauner, Oscar Dominguez, Wifredo Lam, Pierre Pascal, André Masson und zu Aristide Maillol. Nach dem Einmarsch der Nationalsozialisten in Frankreich, flohen Wladimir und sein Vater erneut, seine Mutter verblieb in einer psychiatrischen Anstalt in Aix-en-Provence und starb dort 1985. In Marseille schlossen sich die beiden Varian Fry, Mary Jayne Gold und André Breton an, mit denen sie gemeinsam wohnten, während sie auf die Ausreise warteten. Die Einreise wurde ihnen in den Häfen von Martinique, der Dominikanischen Republik, von Kuba und der Vereinigten Staaten aus politischen Gründen verwehrt; letztlich wurden sie 1941 in Mexiko aufgenommen.
In Mexiko-Stadt war „Vlady“ begeistert von Riveras und Orozcos Wandgemälden, scheiterte aber beim Versuch seiner ersten eigenen Murales (Muralismo). Er durchreiste das Land und setzte sich mit der mexikanischen Malkunst auseinander, indem er unzählige Skizzen vom Alltagsleben, von Landschaften, Dörfern, Tieren und Anderem in seiner neuen Heimat anfertigte. Im Jahr, als sein Vater 1947 an einem Herzinfarkt starb, heiratete er Isabel Díaz Fabela, die ihn bis zu seinem Tode begleitete und ihn in seiner Kunst inspirierte. 1949 erhielt er die mexikanische Staatsbürgerschaft. Gemeinsam mit Alberto Gironella, Héctor Xavier und José Bartolí gründete er 1952 in Mexiko-Stadt die ein Jahr lang bestehende Galería Prisse, der sich bald auch José Luis Cuevas anschloss. Hier organisierte die Gruppe, die später als Generación de la Ruptura bezeichnet wurde, monatlich Ausstellungen für ihre Bilder und die von befreundeten Malern. In den 1950er- und 1960er-Jahren durchreiste „Vlady“ Europa, vor allem Frankreich, Spanien und Italien. Seine Bilder wurden in Italien, Brasilien und Argentinien ausgestellt. Von 1967 bis 1968 ging er als Guggenheim-Stipendiat nach New York City, wo er auf Mark Rothko traf, dessen Malkunst ihn innerlich verstörte und dessen Bilder er als „Selbstmord“ betitelte. Zu dieser Zeit entstanden seine vermutlich bedeutendsten und imposantesten Wandbilder. In der Amtszeit Gorbatschows versuchte er 1989 in der Sowjetunion die Rehabilitation seines Vaters wie auch Trotzkis zu erwirken. 1990 zog er von Mexiko-Stadt nach Cuernavaca, wo er in seinem Landhaus mit großem Atelier bis zu seinem Tod lebte. 2002 wurde er Ehrenmitglied der Russischen Akademie der Künste. Er starb an einem Gehirntumor.